# Dorfwiesengraben (Schwarzach)
Die Dorfwiesengraben ist ein etwa fünf Kilometer langes ganzjähriges Fließgewässer 3. Ordnung im Stadtgebiet von Hilpoltstein im Landkreis Roth in Bayern und ein westlicher und rechter Zufluss der Schwarzach.

## Geographie

### Verlauf
Der Dorfwiesengraben entspringt auf ca. 420 m ü. NHN am Nordostrand des Kirchdorfes Weinsfeld. Nach kurzem Nordlauf wendet er sich auf künftig östliche bis südöstliche Laufrichtung und unterquert die Bundesautobahn 9. Danach durchfließt er die Dörfer Lay und Karm und berührt die mit dem Letzteren zusammenhängende Einöde Meilenbach an deren Südrand. Sodann fließt er in etwas Abstand nördlich an Häusern vorbei und mündet schließlich nicht ganz einen Kilometer östlich von dessen Ortsmitte von rechts und auf etwa 397 m ü. NHN in die dort südsüdwestwärts laufende Schwarzach, nur gut einen Kilometer, bevor diese in einem sich verengenden Taltrichter in die Altmühlalb eintritt. Er fließt nördlich vom Hofberg.
Nach seinem etwa 5,1 km langen Lauf mit einem mittleren Sohlgefälle von rund 4,5 ‰ mündet er also etwa 23 Höhenmeter unterhalb seines Ursprungs.

### Einzugsgebiet
Das etwa 9,8 km² große Einzugsgebiet des Dorfwiesengrabens liegt überwiegend im Naturraum Freystädter Albvorland, mit seinen westlichen Anteilen in dessen Unterraum Freystädter Albvorland westlich der Schwarzach, mit den mündungsnahen östlichen in dessen Unterraum Schwarzachtal. Im Süden besitzt es im Bereich des Sporns Schloßberg von Altmässing einen nur kleinen Anteil am Unterraum Gredinger Schwarzachtal der Altmühlalb. Dort liegen seine größten Höhen mit rund 555 m ü. NHN auf dem Offenbauer Eichelberg am Südwesteck und rund 553 m ü. NHN auf dem Obermässinger Schlossberg im mittleren Süden, die beide das recht flache Vorland weit überragen.
Es grenzt reihum an die Einzugsgebiete der folgenden Nachbargewässer:
- Im Norden fließt der Kauerlacher Weiherbach ostwärts zur Schwarzach, in die er wenig oberhalb des Dorfwiesengrabens mündet;
- im Südosten laufen merklich kürzere Gräben in selber Richtung zur abwärtigen Schwarzach; einer davon ist ein rechter Teilungsarm eines Dorfwiesengraben-Zulaufes von der Albkante her;
- im Südwesten liegt schon in der Altmühlalb das obere Einzugsgebiet des Eichelbachs, der noch weiter abwärts die Schwarzach ebenfalls von rechts speist;
- im Westen liegt das Quellgebiet des Minbachs, der etwas westwärts zur Roth läuft, einem Zufluss der Rednitz; dieser in der Landschaft außer ganz im Süden am Albabfall vom Offenbauer Eichelberg wenig auffällige Wasserscheidenabschnitt ist deshalb Teil der Europäischen Hauptwasserscheide zwischen Donau diesseits und Rhein jenseits. Hier sollte diese von der Mindorfer Linie gequert worden, einer zeitweilig geplanten Trasse für den Main-Donau-Kanal.

## Gewässergüte
Die ersten 200 mm hat der Dorfwiesengraben die Gewässergüteklasse II-III „kritisch belastet“, die nächsten 400 m hat er die Gewässergüteklasse IV „übermässig verschmutzt“, es folgt ein Abschnitt mit Gewässergüteklasse III „stark verschmutzt“, dann Gewässergüteklasse III-IV „sehr stark verschmutzt“ und dann wieder Gewässergüteklasse III. Nach etwa zwei Kilometern liegt der Graben und dann bis zur Mündung in der Gewässergüteklasse II-III.

### BayernAtlas („BA“)
Amtliche Online-Gewässerkarte mit passendem Ausschnitt und den hier benutzten Layern: Lauf und Einzugsgebiet des Dorfwiesengrabens

Allgemeiner Einstieg ohne Voreinstellungen und Layer: BayernAtlas der Bayerischen Staatsregierung (Hinweise)
1. 1 2 3 4  Höhe abgefragt auf dem Hintergrundlayer Amtliche Karte (Rechtsklick).
2. ↑  Länge abgemessen auf dem Hintergrundlayer Amtliche Karte.
3. ↑  Einzugsgebiet abgemessen auf dem Hintergrundlayer Amtliche Karte.

### Sonstige
1. ↑  'Gewässer im Landkreis Roth' Gewässerkataster der Regierung Mittelfranken, abgerufen am 27. Mai 2018 (Memento des Originals vom 24. September 2015 im Internet Archive)  Info: Der Archivlink wurde automatisch eingesetzt und noch nicht geprüft. Bitte prüfe Original- und Archivlink gemäß Anleitung und entferne dann diesen Hinweis.
2. ↑  Franz Tichy: Geographische Landesaufnahme: Die naturräumlichen Einheiten auf Blatt 163 Nürnberg. Bundesanstalt für Landeskunde, Bad Godesberg 1973. → Online-Karte (PDF; 4,0 MB)
3. ↑  Gewässergüte im Landkreis Roth, abgerufen am 4. März 2016